# Nuoto ai Giochi della XXVIII Olimpiade - 400 metri misti femminili

## Record
Prima di questa competizione, il record del mondo (WR) e il record olimpico (OR) erano i seguenti.
| Record mondiale | 4'33"59 | Yana Klochkova Ucraina | 16 settembre 2000 Sydney, Australia |
| Record olimpico | 4'33"59 | Yana Klochkova Ucraina | 16 settembre 2000 Sydney, Australia |

Durante l'evento non è stato migliorato nessun record.

## Batterie
Si sono svolte 4 batterie di qualificazione. Le prime 8 atlete si sono qualificate direttamente per la finale.

### 1ª batteria
1. Nimitta Thaveesupsoonthorn Thailandia 5:00.06
2. Ana Dangalakova Bulgaria 5:01.00
3. Sabria Dahane Algeria 5:10.20

### 2ª batteria
1. Georgina Bardach Argentina 4:41.20 -Q
2. Nicole Hetzer Germania 4:41.74 -Q
3. Yoo-Sun Nam Corea del Sud 4:45.16 -Q
4. Helen Norfolk Nuova Zelanda 4:45.21
5. Lara Carroll Australia 4:46.32
6. Katie Hoff Stati Uniti 4:47.49
7. Iana Martynova Russia 4:52.96

### 3ª batteria
1. Éva Risztov Ungheria 4:41.20 -Q
2. Elizabeth Warden Canada 4:46.27
3. Anja Klinar Slovenia 4:46.66
4. Alessia Filippi Italia 4:47.26
5. Teresa Rohmann Germania 4:48.51
6. Jennifer Reilly Australia 4:49.04
7. Tianyi Zhang Cina Squalificata

### 4ª batteria
1. Yana Klochkova Ucraina 4:38.36 -Q
2. Kaitlin Sandeno Stati Uniti 4:40.21 -Q
3. Joanna Maranhão Brasile 4:42.01 -Q
4. Vasiliki Angelopoulou Grecia 4:44.90 -Q
5. Misa Amano Giappone 4:45.61
6. Beatrice Căslaru Romania 4:46.94
7. Zsuzsanna Jakabos Ungheria 4:47.21
8. Man Hsu Lin Taipei 4:52.22

## Finale
1. Yana Klochkova Ucraina 4:34.83
2. Kaitlin Sandeno Stati Uniti 4:34.95
3. Georgina Bardach Argentina 4:37.51
4. Éva Risztov Ungheria 4:39.29
5. Joanna Maranhão Brasile 4:40.00
6. Nicole Hetzer Germania 4:40.20
7. Yoo-Sun Nam Corea del Sud 4:50.35
8. Vasiliki Angelopoulou Grecia 4:50.85